# The House of Katmandu

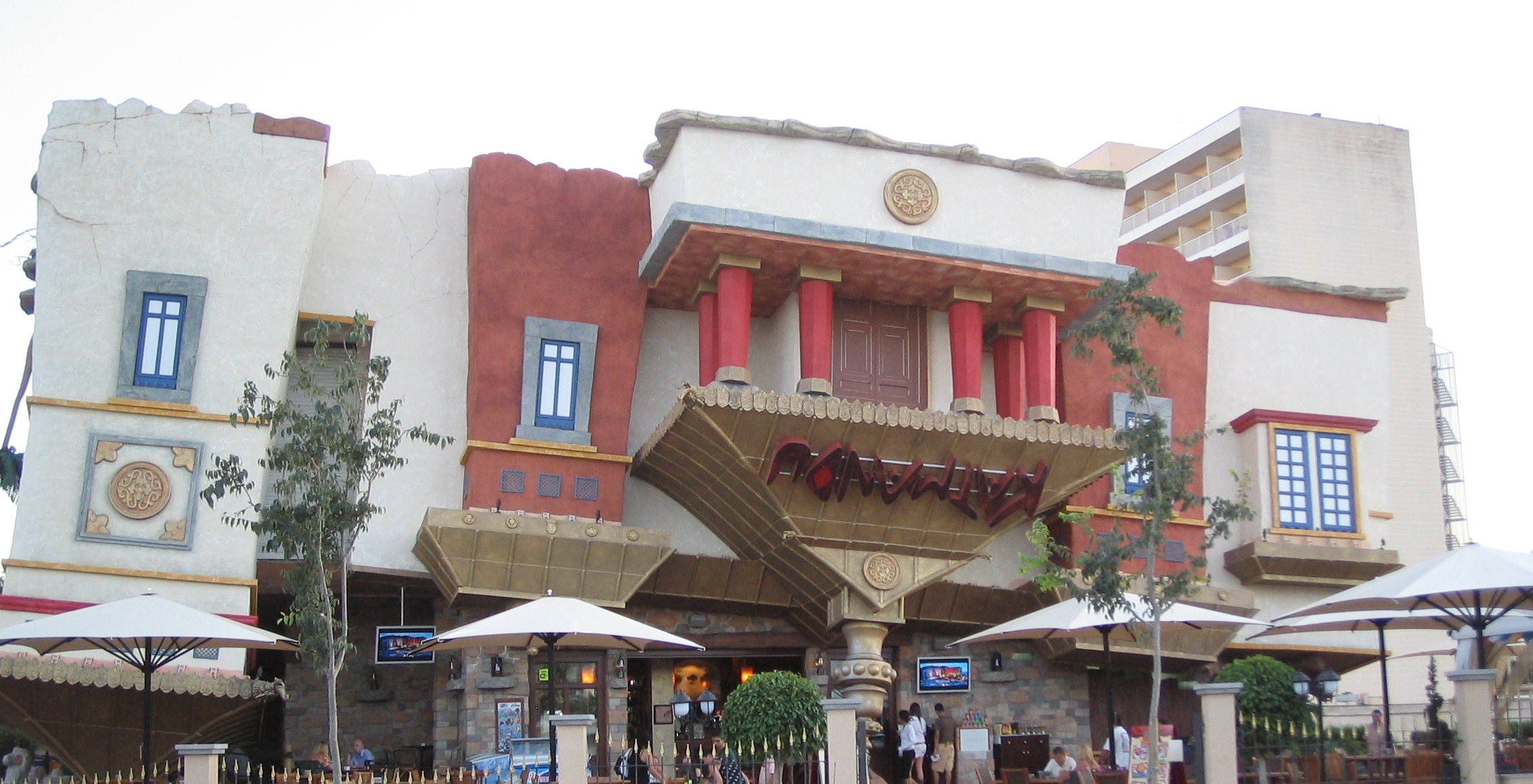
La casa de Katmandú en Magaluf, Mallorca.

La Casa de Katmandú es un museo espectáculo español. Su peculiaridad consiste en que el edificio de 1600m2, de estilo tibetano, se ha construido al revés y presenta aspecto como arrancado de cuajo de su lugar de procedencia. (mostrando tuberías, hierros, y trozos de hormigón) Se encuentra situado en la localidad turística de Magaluf, en el término municipal de Calviá.
El múseo presenta una colección de más de tres mil piezas de variada índole, así como una serie de personajes de ficción que interactúan con los visitantes. (el Yeti, su excéntrico propietario kilgore Goode o la princesa sirena) Su recorrido se compone de las siguientes salas temáticas: La Galería de los saqueos, La biblioteca de las ilusiones, El valle de Katmandú, El taller de las maravillas, La Cámara del dolor, El laboratorio de genética y por último La Cueva de los escalofríos. Las habitaciones están diseñadas y decoradas con todo lujo de detalles e incluyen trucos interactivos, juegos de luces e ilusiones ópticas. En el jardín se encuentra un cine 4D. 